# Paradox (Steps Ahead)
Paradox è un album live degli Steps Ahead del 1982, registrato al Seventh Avenue South Club il 18 e il 19 settembre 1981.

## Tracce
1. NL 4 – 8:45 (musica: Don Grolnick)
2. The Aleph – 9:58 (musica: Mike Mainieri)
3. Patch Of Blue – 7:49 (musica: Mike Mainieri)
4. Four Chords – 10:53 (musica: Don Grolnick)
5. Take A Walk – 11:56 (musica: Michael Brecker)
6. Nichka – 2:24 (musica: Eddie Gomez)
7. The Aleph (Alternate Take) – 19:07 (musica: Mike Mainieri) – Aggiunta nell'edizione rimasterizzata

Durata totale: 70:52

## Registrazione
L'album è stato registrato al Seventh Avenue South Club il 18 e il 19 settembre 1981, a New York.

## Formazione
- Mike Mainieri - Vibrafoni
- Michael Brecker - Sassofono Tenore
- Don Grolnick - piano
- Eddie Gomez - basso acustico
- Peter Erskine - batteria